# Primera División Femenina de baloncesto 1988-89
La temporada 1988-89 de la Liga Femenina fue la 26ª temporada de la liga femenina de baloncesto. Se disputó entre 1988 y 1989, culminando con la victoria de Caixa Tarragona.

## Clasificación general
| Pos. | Equipo                 | PJ | G  | P  | PF   | PC   | DP   | Pts |
| ---- | ---------------------- | -- | -- | -- | ---- | ---- | ---- | --- |
| 1    | Caixa Tarragona        | 30 | 28 | 2  | 2509 | 1954 | +555 | 58  |
| 2    | Toledo'92              | 30 | 24 | 6  | 2325 | 1893 | +432 | 54  |
| 3    | Pizzarras Inlusa       | 30 | 23 | 7  | 2370 | 2051 | +319 | 53  |
| 4    | Cepsa Tenerife         | 30 | 22 | 8  | 2305 | 2089 | +216 | 52  |
| 5    | CB Tintoretto          | 30 | 19 | 11 | 2411 | 2208 | +203 | 49  |
| 6    | Natural Cusí           | 30 | 18 | 12 | 2278 | 2163 | +115 | 48  |
| 7    | Caja Segovia           | 30 | 18 | 12 | 2493 | 2405 | +88  | 48  |
| 8    | Banco Zaragozano       | 30 | 16 | 14 | 2359 | 2330 | +29  | 46  |
| 9    | Kerrygold Gran Canaria | 30 | 14 | 16 | 2369 | 2173 | +196 | 44  |
| 10   | Caixa Valencia         | 30 | 12 | 18 | 2250 | 2225 | +25  | 42  |
| 11   | CB El Almendro         | 30 | 11 | 19 | 2178 | 2365 | −187 | 41  |
| 12   | Canoe N. C.            | 30 | 10 | 20 | 2052 | 2119 | −67  | 40  |
| 13   | Manresa Sant Francesc  | 30 | 10 | 20 | 1983 | 2233 | −250 | 40  |
| 14   | CD Donosti             | 30 | 8  | 22 | 2321 | 2597 | −276 | 38  |
| 15   | Valvi ADEPAF           | 30 | 8  | 22 | 1900 | 2240 | −340 | 38  |
| 16   | CB Navarra             | 30 | 0  | 30 | 1700 | 2690 | −990 | 30  |

 Fuente: BRD
Notas:
1. ↑  La FEB crea un equipo para preparar jugadoras con motivo de los Juegos Olímpicos de Barcelona 1992 con sede en Toledo. Este club participa fuera de concurso, con lo cual la clasificación oficial no tiene en cuenta los partidos disputados contra él. La temporada siguiente cambia su denominación a Banco Exterior y se traslada a Madrid.

## Clasificación oficial
| Pos. | Equipo                 | PJ | G  | P  | PF   | PC   | DP   | Pts | Clasificación o descenso          |
| ---- | ---------------------- | -- | -- | -- | ---- | ---- | ---- | --- | --------------------------------- |
| 1    | Caixa Tarragona        | 28 | 26 | 2  | 2368 | 1814 | +554 | 54  | Clasifican a los Playoffs         |
| 2    | Pizzarras Inlusa       | 28 | 22 | 6  | 2242 | 1910 | +332 | 50  | Clasifican a los Playoffs         |
| 3    | Cepsa Tenerife         | 28 | 22 | 6  | 2201 | 1969 | +232 | 50  | Clasifican a los Playoffs         |
| 4    | Natural Cusí           | 28 | 18 | 10 | 2143 | 2002 | +141 | 46  | Clasifican a los Playoffs         |
| 5    | CB Tintoretto          | 28 | 18 | 10 | 2320 | 2036 | +284 | 46  |                                   |
| 6    | Caja Segovia           | 28 | 17 | 11 | 2352 | 2245 | +107 | 45  |                                   |
| 7    | Banco Zaragozano       | 28 | 15 | 13 | 2201 | 2081 | +120 | 43  |                                   |
| 8    | Kerrygold Gran Canaria | 28 | 14 | 14 | 2158 | 2014 | +144 | 42  |                                   |
| 9    | Caixa Valencia         | 28 | 12 | 16 | 2111 | 2025 | +86  | 40  |                                   |
| 10   | CB El Almendro         | 28 | 10 | 18 | 2051 | 2245 | −194 | 38  | Renuncia la categoría             |
| 11   | Canoe N. C.            | 28 | 10 | 18 | 1936 | 1987 | −51  | 38  |                                   |
| 12   | Manresa Sant Francesc  | 28 | 10 | 18 | 1854 | 2055 | −201 | 38  | Acceso a la Promoción de descenso |
| 13   | CD Donosti             | 28 | 8  | 20 | 2197 | 2515 | −318 | 36  | Acceso a la Promoción de descenso |
| 14   | Valvi ADEPAF           | 28 | 8  | 20 | 1787 | 2087 | −300 | 36  | Acceso a la Promoción de descenso |
| 15   | CB Navarra             | 28 | 0  | 28 | 1606 | 2566 | −960 | 28  | Acceso a la Promoción de descenso |

 Fuente: BRD

### Playoffs
|  | Semifinales        | Semifinales        | Semifinales        | Semifinales        | Semifinales        | Semifinales |                   |                   | Final             | Final             | Final | Final | Final | Final |
|  |                    |                    |                    |                    |                    |             |                   |                   |                   |                   |       |       |       |       |
|  |                    |                    |                    |                    |                    |             |                   |                   |                   |                   |       |       |       |       |
|  |                    |                    |                    |                    |                    |             |                   |                   |                   |                   |       |       |       |       |
|  | 1 Caixa Tarragona  | 1 Caixa Tarragona  | 1 Caixa Tarragona  | 1 Caixa Tarragona  | 73                 | 79          |                   |                   |                   |                   |       |       |       |       |
|  | 1 Caixa Tarragona  | 1 Caixa Tarragona  | 1 Caixa Tarragona  | 1 Caixa Tarragona  | 73                 | 79          |                   |                   |                   |                   |       |       |       |       |
|  | 4 Natural Cusí     | 4 Natural Cusí     | 4 Natural Cusí     | 4 Natural Cusí     | 58                 | 52          |                   |                   |                   |                   |       |       |       |       |
|  | 4 Natural Cusí     | 4 Natural Cusí     | 4 Natural Cusí     | 4 Natural Cusí     | 58                 | 52          | 1 Caixa Tarragona | 1 Caixa Tarragona | 1 Caixa Tarragona | 1 Caixa Tarragona | 68    | 70    |       |       |
|  |                    |                    |                    |                    |                    |             | 1 Caixa Tarragona | 1 Caixa Tarragona | 1 Caixa Tarragona | 1 Caixa Tarragona | 68    | 70    |       |       |
|  |                    | 2 Pizzarras Inlusa | 2 Pizzarras Inlusa | 2 Pizzarras Inlusa | 2 Pizzarras Inlusa | 66          | 68                |                   |                   |                   |       |       |       |       |
|  | 2 Pizzarras Inlusa | 2 Pizzarras Inlusa | 2 Pizzarras Inlusa | 2 Pizzarras Inlusa | 2 Pizzarras Inlusa | 66          | 68                | 69                | 78                |                   |       |       |       |       |
|  | 2 Pizzarras Inlusa | 2 Pizzarras Inlusa | 2 Pizzarras Inlusa | 2 Pizzarras Inlusa |                    |             |                   |                   |                   |                   |       |       |       |       |
|  | 3 Cepsa Tenerife   | 3 Cepsa Tenerife   | 3 Cepsa Tenerife   | 3 Cepsa Tenerife   | 56                 | 73          |                   |                   |                   |                   |       |       |       |       |
|  | 3 Cepsa Tenerife   | 3 Cepsa Tenerife   | 3 Cepsa Tenerife   | 3 Cepsa Tenerife   | 56                 | 73          |                   |                   |                   |                   |       |       |       |       |

### Promoción de descenso
| Local                    | Agr. | Visitante       | Ida   | Vuelta |
| ------------------------ | ---- | --------------- | ----- | ------ |
| Manresa Sant Francesc 12 | 2–0  | 15 CB Navarra   | 68–47 | 56–46  |
| CD Donosti 13            | 2–0  | 14 Valvi ADEPAF | 93–55 | 60–58  |

## Postemporada
- Campeonas de la Primera División Femenina 1988-89: Caixa Tarragona (3er título).
- Campeonas de la Copa de la Reina 1988-89: Caixa Tarragona (4º título).
- Clasificadas para Copa de Europa de Campeonas 1989-90: Toledo'92.
- Clasificadas para Copa Ronchetti 1989-90: CB Tintoretto, Banco Zaragozano y Kerrygold Gran Canaria.
- Descendidas a Primera División B:  Valvi ADEPAF (descenso deportivo) y CB El Almendro (renuncia).
- Ascendidas de Primera División B:  Club Juven y Vídeo Tenerife.